# 龐特浦里德 (英國國會選區)
龐特浦里德（英語：Pontypridd），英國國會一郡選區，包括威爾斯東南部朗達卡農塔夫郡級自治市南部。始設於1918年。
本區自1922年以來一直支持工黨。歐文·史密斯在2010年大選中以38.8%選票勝出該區，繼承金·霍威爾斯的議席。